# Shihu, Jiangsu
Shihu (kinesiska: 石湖, 石湖镇) är en köping i Kina. Den ligger i provinsen Jiangsu, i den östra delen av landet, omkring 220 kilometer norr om provinshuvudstaden Nanjing. Antalet invånare är 12920. Befolkningen består av 6 714 kvinnor och 6 206 män. Barn under 15 år utgör 20,0 %, vuxna 15-64 år 67 %, och äldre över 65 år 12,0 %.
Genomsnittlig årsnederbörd är 1 005 millimeter. Den regnigaste månaden är juli, med i genomsnitt 252 mm nederbörd, och den torraste är december, med 20 mm nederbörd.